# Phaeothecoidea intermedia
Phaeothecoidea intermedia är en svampart som beskrevs av Crous & Summerell 2009. Phaeothecoidea intermedia ingår i släktet Phaeothecoidea och familjen Mycosphaerellaceae.   Inga underarter finns listade i Catalogue of Life.